# Asterophorum mennegae
Asterophorum mennegae é uma espécie de angiospérmica da família Tiliaceae.
Apenas pode ser encontrada no Suriname.